# Allemagne-en-Provence
Allemagne-en-Provence település Franciaországban, Alpes-de-Haute-Provence megyében. Lakosainak száma 539 fő (2022. január 1.). Allemagne-en-Provence Esparron-de-Verdon, Montagnac-Montpezat, Riez, Saint-Martin-de-Brômes és Valensole községekkel határos.

## Népesség
A település népességének változása:
| Lakosok száma | 219  | 258  | 355  | 488  | 523  | 527  | 539  | 546  | 544  | 539  |
|               | 1968 | 1982 | 1990 | 2006 | 2013 | 2015 | 2017 | 2019 | 2020 | 2022 |